# Auradé
Auradé é uma comuna francesa na região administrativa da Occitânia, no departamento de Gers. Estende-se por uma área de 21.32 km², e possui 671 habitantes, segundo o censo de 2018, com uma densidade de 31 hab/km².